# Selbitz (Oberfranken)
Selbitz este un oraș din districtul Hof, regiunea administrativă Franconia Superioară, landul Bavaria, Germania.

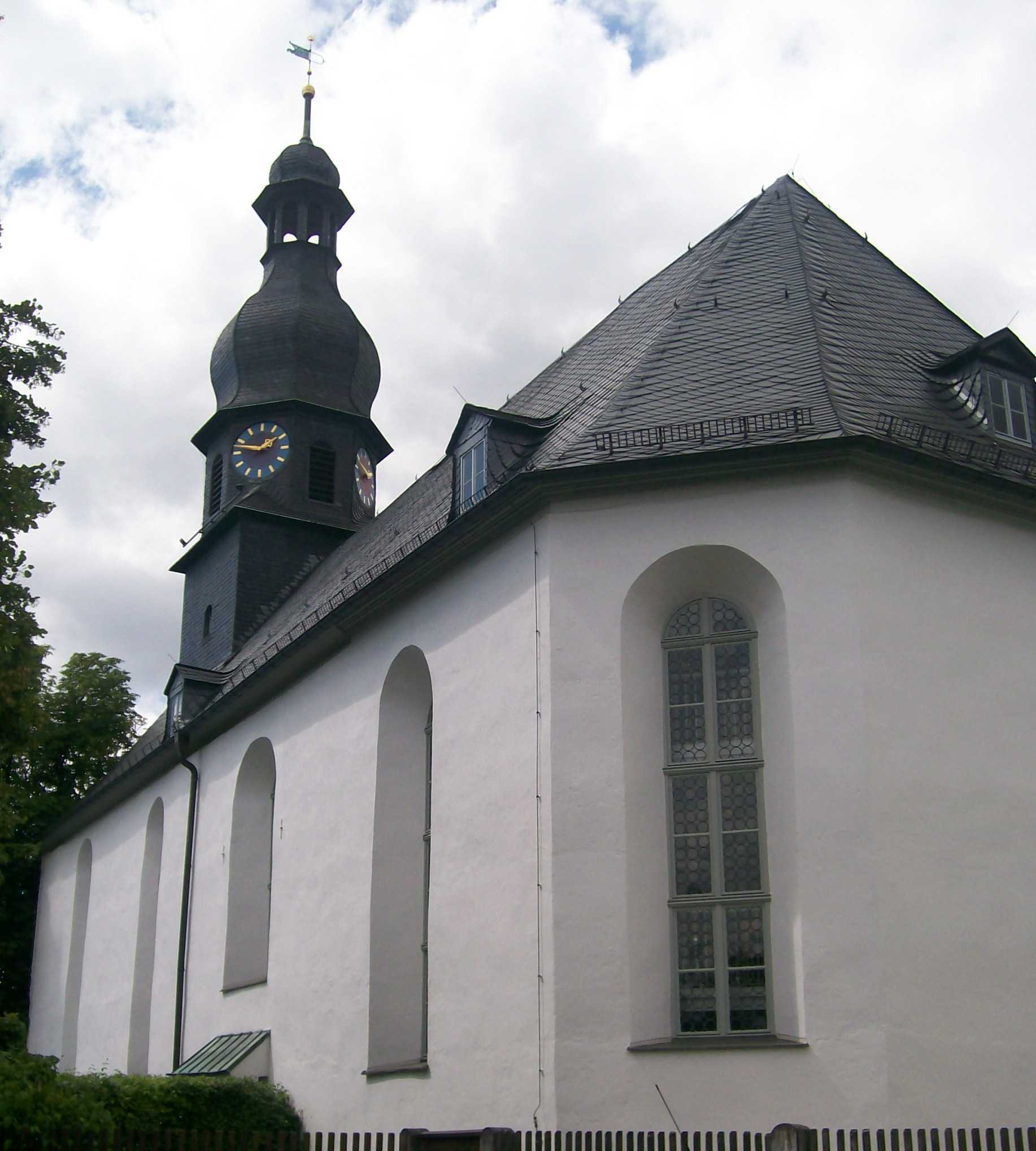
Selbitz